# PLM Pacific
Die Pacific-Lokomotiven der PLM, auch 6000er genannt, waren eine Familie französischer Dampflokomotiven, die von 1909 bis 1932 für die Compagnie des chemins de fer de Paris à Lyon et à la Méditerranée (PLM) gebaut wurden. Die 462 Lokomotiven mit Nummern im 6000er Bereich bildeten vor Gründung der SNCF eine der zahlenmäßig größten Baureihen Frankreichs und waren bis Ende der 1960er Jahre im Einsatz. Sie waren weder die technisch ausgereiftesten noch die leistungsfähigsten der französischen Pacific-Lokomotiven, aber sie waren nach der Elektrifizierung der PLM-Hauptstrecke Paris–Marseille im ganzen Land außer im Westen anzutreffen. Sie gelten in den Augen vieler Eisenbahnfreunde als bildschöne Lokomotiven.

## Geschichte
Die damals größte Eisenbahngesellschaft Frankreichs suchte nach Lokomotiven zur Bespannung hochwertigen Schnellzüge, damit ältere schwächere Maschinen abgelöst werden konnten. 1909 bauten die PLM-Werkstätte in Paris zwei Prototypen mit den Nummern 6001 und 6101. Es wurde die Pacific-Achsfolge 2’C1’ mit einem vorauslaufenden zweiachsigen Drehgestell, drei Kuppelachsen und einer seitenbeweglichen Nachlaufachse gewählt. Sie ermöglichte gegenüber den zuvor eingesetzten 2’C-Lokomotiven der 2600er-Baureihe dank der Nachlaufachse die Ausbildung größerer Feuerbüchsen. Die 6001 war eine Vierzylinder-Nassdampf-Verbund-Maschine, die 6101 war eine Vierzylinder-Heißdampf-Maschine mit einfacher Dampfdehnung. Im Laufe der Zeit wurden alle Lokomotiven zu Vierzylinder-Heißdampf-Verbund-Maschinen umgebaut.

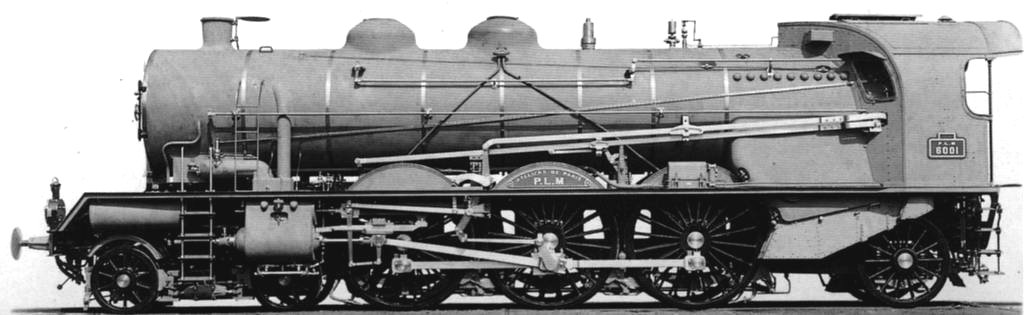
Verbundmaschine PLM 6001
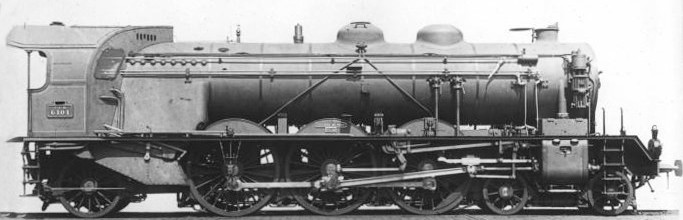
Heißdampfmaschine PLM 6101

Die beiden Maschinen lassen sich äußerlich durch die Lage der Zylinder unterscheiden. Während bei der Verbundmaschine der Bauart de Glehn die Hochdruckzylinder hinter der Mitte des Laufdrehgestells angeordnet sind und die inneren Niederdruckzylinder auf die erste Triebachse wirkten, sind bei der Heißdampflokomotive alles Zylinder in einer Reihe über der Drehgestellmitte angeordnet.

### Heißdampflokomotiven
Nach eingehender Erprobung wurden 70 Lokomotiven der im Unterhalt günstigeren und einfacher zu bedienenden Heißdampfversion bestellt, die auch sparsamer im Betrieb war. Weitere 20 Lokomotiven wurden nach dem Ersten Weltkrieg abgeliefert. Nach 1925 wurden alle Lokomotiven, der Prototyp eingeschlossen, der Baureihe 231 A zugeordnet. Bereits vor dem Zweiten Weltkrieg wurde die erste Serie aufgrund steigender Kohlenpreise zu Verbunddampflokomotiven umgebaut, die zweite folgte während des Kriegs. Die umgebauten Lokomotiven wurden mit 231 E bezeichnet und wurden bei der SNCF zu 5-231 E.

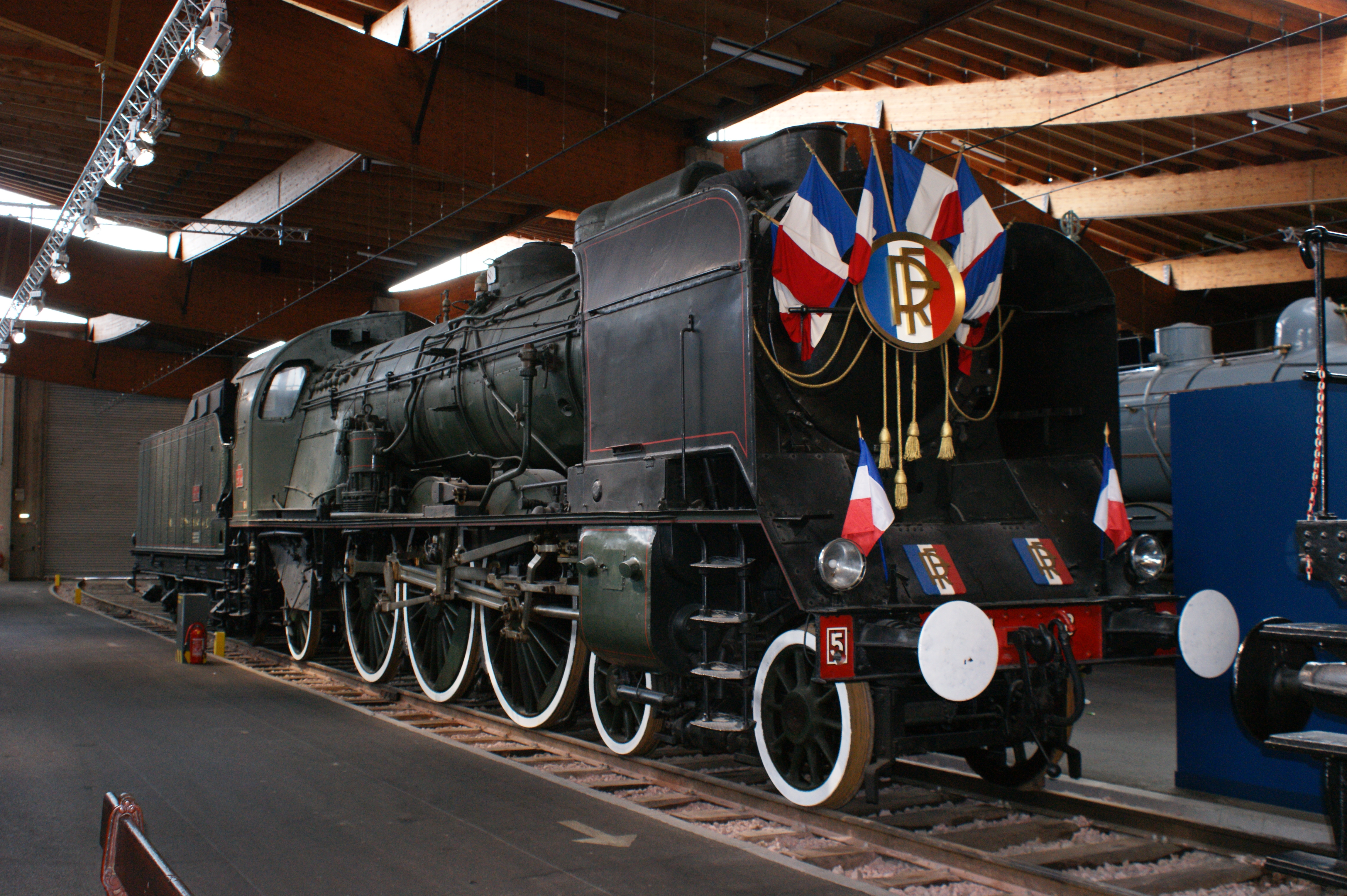
231 H 8 im Eisenbahnmuseum Mülhausen

Batignolles baute 1913 eine Serie von 20 Lokomotiven, die gegenüber den ersten 71 Loks einen von 12 bar auf 14 bar erhöhten Kesseldruck hatten. Sie wurden von 1917 bis 1924 mit Überhitzern ausgerüstet. Ab 1925 wurden sie der Baureihe 231 B zugeordnet. Die SNCF ließ in den Jahren 1938 bis 1948 12 Lokomotiven der Baureihen 5-231 B und 17 der Baureihe 5-231 E in 5-231 H umbauen. Die Lokomotiven erhielten 20-bar-Kessel und im Querschnitt vergrößerte Überströmrohre zwischen Niederdruck-  und Hochdruckzylinder.

### Verbundlokomotiven

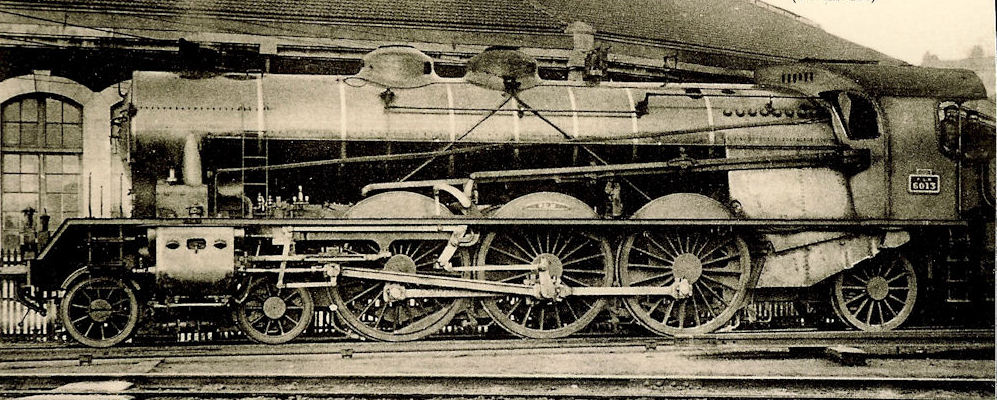
6013 von Henschel, später Baureihe 231 C

Von den Verbundlokomotiven wurden nach dem Muster der 6001 ab 1912 eine Serie von 20 Stück von Henschel & Sohn in Kassel gebaut, die mit 16 bar-Kesseln und Schmidt-Überhitzern ausgerüstet waren. Vor dem Ersten Weltkrieg folgten weitere 40 Lokomotiven von den Ateliers et Chantiers de la Loire aus Nantes und nach dem Krieg folgten 25 Stück von SACM im Elsass. Die Lokomotiven wurden 1925 der Baureihe 231 C zugeordnet, die von den SNCF nach den Grundsätzen von André Chapelon in 5-231 K umgebaut wurden, wobei Chapelon am Umbau nicht direkt beteiligt war. Beim Umbau erhielten die Lokomotiven einen Kylchap-Doppelschornstein, größere Windleitbleche, einen ACFI-Speisewasservorwärmer und größere vierachsige 30-m³-Tender statt den originalen dreiachsigen 20-m³-Tender. Mit dem Einsatz der Lokomotiven im Norden Frankreichs erhielten die Lokomotiven die noch größeren 38-m³-Tender der Compagnie des chemins de fer du Nord (NORD).

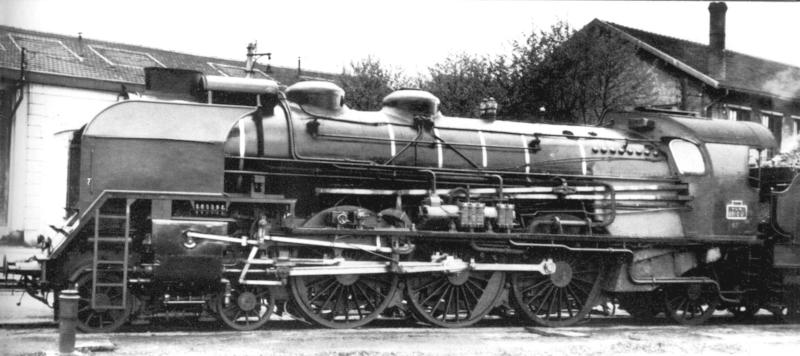
231 I 17 mit Lentz-Ventilsteuerung

Die 231 C 9 war der Prototyp für den Umbau in die 231 K, die 231 C 17 war der Prototyp für den noch radikaleren Umbau in die Baureihe 231 I. Die Lokomotive hatte eine Lentz-Ventilsteuerung für Hoch- und Niederdruckzylinder. Auch bei diesem Umbau wurde Chapelon nicht beigezogen. Die Lok entwickelte eine so hohe Leistung, dass diese ohne Versteifung des Lokomotivrahmens auf die Dauer nicht hätte beherrscht werden können, weshalb das Projekt nicht weiter verfolgt wurde und die Lokomotive zur 231 K 17 umgebaut wurde.

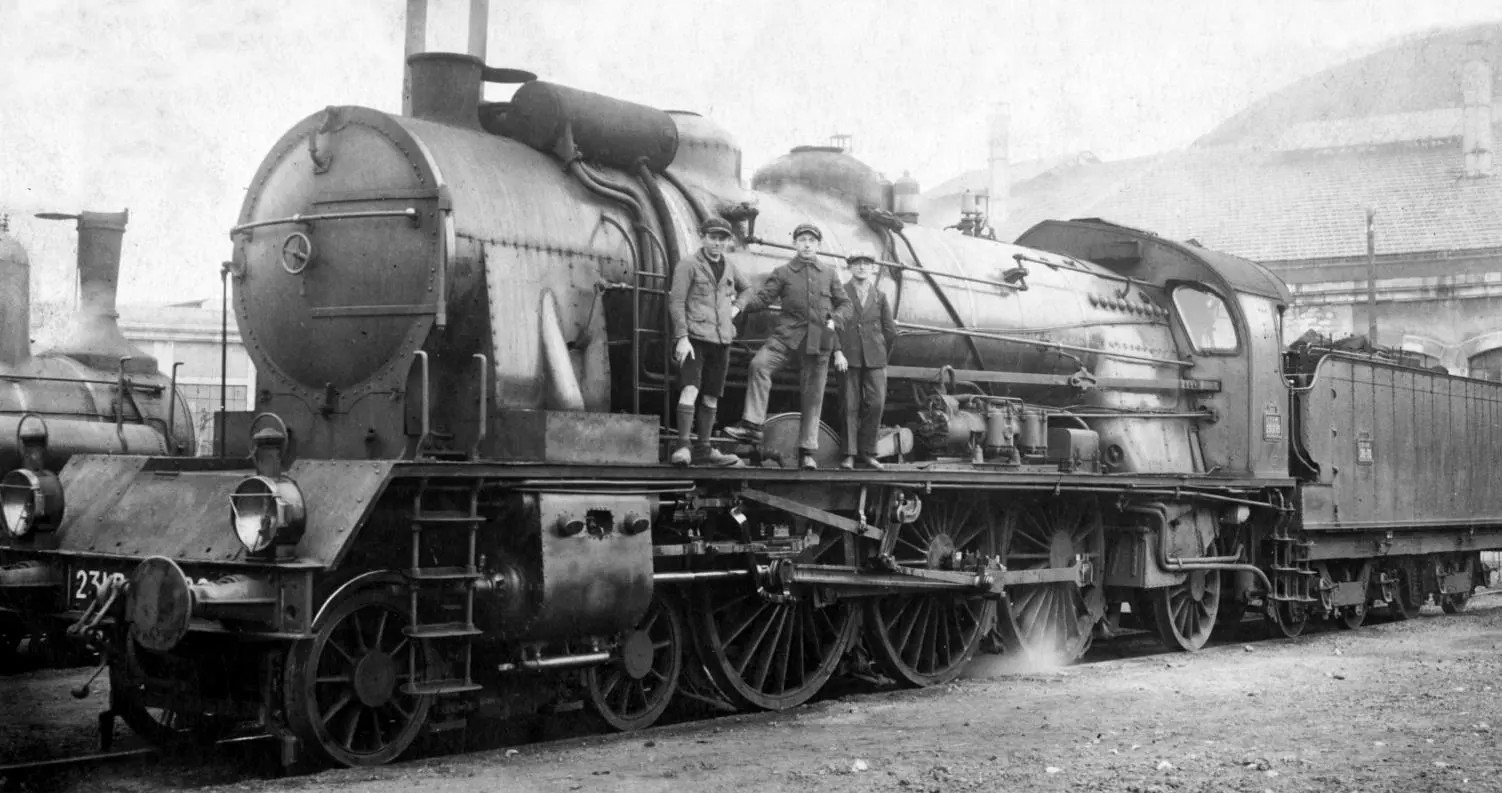
231 D

Ab 1921 folgten weitere 230 Lokomotiven, die der PLM-Baureihe 231 D zugeordnet wurden und bei den SNCF die Baureihenbezeichnung 5-231 D erhielten. Die letzte nach dem alten PLM-Nummernschema ausgelieferte Lokomotive war die 6480, danach erhielten die Lokomotiven gleich die Nummern nach dem neuen PLM-Schema von 1925. Von 1931 bis 1932 wurde eine letzte Serie von 55 Lokomotiven als Baureihe 231 F abgeliefert. Diese von Schneider Anfang der 1930er Jahre gebauten Lokomotiven hatten von Beginn an Windleitbleche und hatten wie die 24 aus der Baureihe 231 D umgebauten Lokomotiven einen 20-bar-Kessel, Speisewasservorwärmer und elektrische Beleuchtung.
Ein weiterer Umbau fand zwischen 1931 und 1938 statt, bei dem fast alle Lokomotiven der Baureihe 231 F und die Lokomotiven der Baureihe 231 D in 231 G umgebaut wurden, welche die SNCF mit 5-231 G bezeichnete.

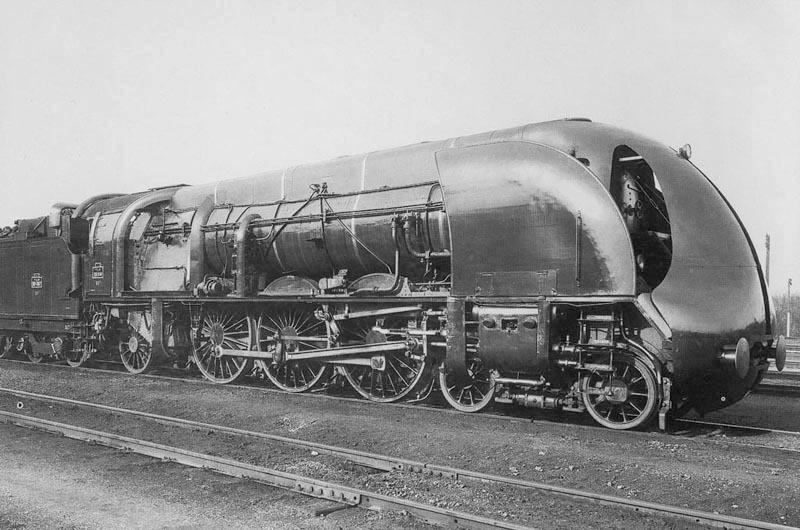
Stromlinienlokomotive 231 H 141

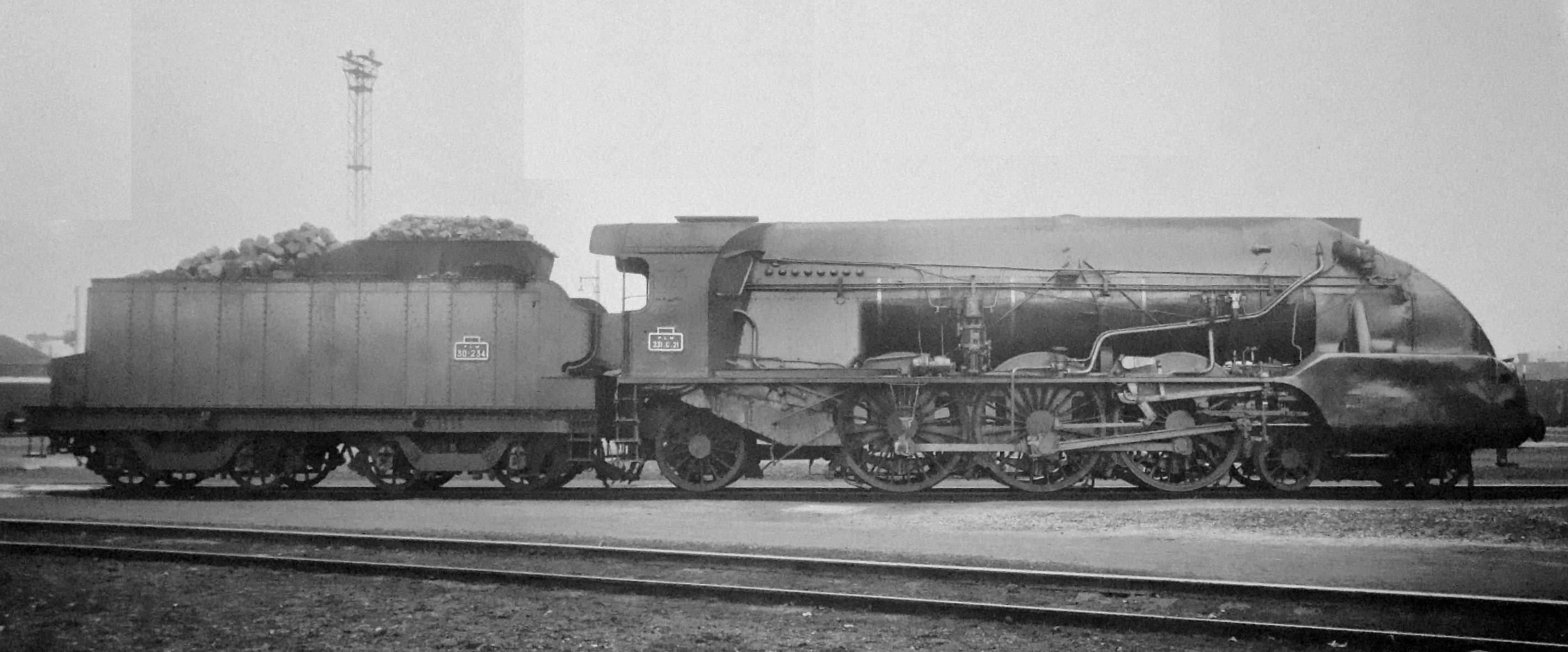
Stromlinienlokomotive 231 G 21

Die 231 F 141, der Prototyp der Baureihe 231 F wurde 1933 zur Stromlinienlokomotive umgebaut und gilt als Muster der Baureihe 231 H. Eine weitere Stromlinienlokomotive war die 231 G 21, die allerdings nur teilweise eine Teilverkleidung erhielt.
| PLM          | Anzahl | PLM (ab 1925)  | SNCF    | Baujahr   | Bauart       | Hersteller       | Kesseldruck |
| ------------ | ------ | -------------- | ------- | --------- | ------------ | ---------------- | ----------- |
| 6001         | 1      | 231 C 1        | 5-231 C | 1909      | 2’C1’ n4v 4) | PLM-Werkstätte   | 16 bar      |
| 6011–6030 1) | 20     | 231 C 2–20     | 5-231 C | 1912      | 2’C1’ h4v    | Henschel & Sohn  | 16 bar      |
| 6101         | 1      | 231 A 1 5)     | 5-231 E | 1909      | 2’C1’ h4 5)  | PLM-Werkstätte   | 12 bar      |
| 6102–6131    | 30     | 231 A 2–31 2)  | 5-231 E | 1911      | 2’C1’ h4 2)  | Henschel & Sohn  | 12 bar      |
| 6132–6171    | 40     | 231 A 32–71 2) | 5-231 E | 1912      | 2’C1’ h4 2)  | SFCM Cail        | 12 bar      |
| 6172–6191 3) | 20     | 231 B 1–20     | 5-231 B | 1913      | 2’C1’ h4 3)  | Batignolles      | 14 bar      |
| 6221–6260    | 40     | 231 C 21–60    | 5-231 C | 1913–1914 | 2’C1’ h4v    | Loire            | 16 bar      |
| 6261–6285    | 25     | 231 C 61–85    | 5-231 C | 1921      | 2’C1’ h4v    | SACM             | 16 bar      |
| 6301–6360    | 60     | 231 D 1–60     | 5-231 D | 1921–1923 | 2’C1’ h4v    | Schneider        | 16 bar      |
| 6361–6460    | 100    | 231 D 61–160   | 5-231 D | 1923–1924 | 2’C1’ h4v    | Marine Homécourt | 16 bar      |
| 6461–6480    | 20     | 231 D 161–180  | 5-231 D | 1923      | 2’C1’ h4v    | Franco-Belge     | 16 bar      |
|              | 50     | 231 D 181–230  | 5-231 D | 1925      | 2’C1’ h4v    | Franco-Belge     | 16 bar      |
|              | 55     | 231 F 231–285  | 5-231 G | 1931–1932 | 2’C1’ h4v    | Schneider        | 20 bar      |

1) 1913 zu 6201–6220 umnummeriert
2) umgebaut zu 2’C1’ h4v, neue PLM-Bezeichnung 231 E
3) umgebaut zwischen 1917 und 1924 zu 2’C1’ h4v, neue Nummern 6051–6070
4) 1912 mit Schmidt-Überhitzer zu 2’C1’ h4v umgebaut
5) 1927 zu 2’C1’ h4v umgebaut, neue Nummer 231 E 1

## Einsatz
Die Lokomotiven mit den Nummern 6102 bis 6171 wurden ab 1911 eingesetzt. Ihnen oblag die Beförderung prestigeträchtiger Schnellzüge wie dem Simplon-Orient-Express oder dem Calais-Mediterranée Express, dem Vorgänger des Train Bleu. Die Lokomotiven waren zusammen mit anderen Baureihen über Jahre das Rückgrat des Personenverkehrs im Südosten Frankreichs. Die Lokomotiven wurden mehrmals modernisiert und auf dem Stand der Technik gehalten. Sie entwickelten in den leistungsfähigsten Varianten 3000 PS am Rad und konnten 600 t-Schnellzüge mit 120 km/h befördern.
Nach dem Zweiten Weltkrieg wurde die Strecke Paris–Marseille elektrifiziert, wodurch die Lokomotiven in den Osten und den Norden Frankreichs versetzt wurden. Die Maschinen waren fortan in den Depots Nancy, Belfort, Paris-La Villette, Straßburg, Reims und Troyes beheimatet. Auf dem Streckennetz der ehemaligen PLM verblieb ihnen nur noch die Strecke Marseille–Ventimiglia. Dem legendären Flèche d’Or von der Kanalküste nach Paris wurden jeweils zwei Lokomotiven vorgespannt. An diesem Zug beendeten sie im Januar 1969 den fahrplanmäßigen Einsatz der Baureihe.

## Erhaltene Lokomotiven
- 231 H 8 – Die Lokomotive wurde 1911  von SFCM Cail gebaut und als Nr. 6143 abgeliefert. Sie wurde ab 1925 zur 231 A 43 und 1930 zur Verbundlokomotive 231 E 43 umgebaut. 1948 erfolgte der Umbau zur 231 H 8. Die Lokomotive ist im Eisenbahnmuseum Mülhausen ausgestellt.
- 231 K 8 – Die Lokomotive wurde 1912 durch Henschel gebaut und trägt die Fabriknummer 10851. Sie ist betriebsfähig beheimatet im Depot Drancy. Der Unterhalt erfolgt durch die Matériel Ferroviaire et Patrimoine National (MFPN)
- 231 K 22 – Die Lokomotive wurde 1913 von den Ateliers et Chantiers de la Loire als PLM 6222 abgeliefert. Sie war im Süddeutschen Eisenbahnmuseum Heilbronn ausgestellt und wurde 2016 in den Bahnpark Augsburg überführt
- 231 K 82 – Die Lokomotive wurde 1920 durch SACM gebaut und trägt die Fabriknummer 6616. Sie ist im Besitz der SNCF und war lange in Saint-Étienne hinterstellt, bis sie 2011 nach Limoges überführt wurde. Die Association Conservatoire Ferroviaire Territoires Limousin Périgord (CFTLP) lancierte ein Crowdfunding-Plan um die Restaurierung der Lok zu erreichen.